# Ouédo
Ouédo är ett arrondissement i kommunen Abomey-Calavi i Benin. Den hade 10 067 invånare år 2002.